# Carlo Ceccotti
Carlo Ceccotti (Calci, 19 febbraio 1940 – 31 marzo 2015) è stato un calciatore italiano, di ruolo ala.

## Carriera
Cresciuto nel Pisa, ha giocato in Serie B a Busto Arsizio con la Pro Patria, tra i cadetti ha esordito il 12 settembre 1965 nella partita Pro Patria-Lecco (1-2).

## Palmares
- Serie D: 1

Viareggio: 1959-1960